# آنجل (مجموعه تلویزیونی ۱۹۹۹)
آنجل (به انگلیسی: Angel) یک مجموعه تلویزیونی آمریکایی با موضوع فراطبیعی و درام است. پخش این مجموعه از ۵ اکتبر ۱۹۹۹ شروع شد و تا ۱۹ مه ۲۰۰۴ ادامه پیدا کرد.